# The Soul Extreme EP
《The Soul Extreme EP》為日本歌手福原美穗於2011年5月11日發行之2ndEP。

## 解說
- 本作標題以《The Soul Extreme EP》為名，發揮福原美穗自己最擅長的「靈魂樂」來詮釋，回到最初歌唱的原點。[1]
- 初回限定版收錄於2010年12月參加的「Live in Music vol.1」LIVE CD。
- 〈O2 featuring AI〉一曲，實現了福原想與AI合作的想法。

## 發行版本
- 2CD【初回限定版】
- CD ONLY

## 曲目

### CD Disc 1
- 2CD、CD ONLY共通

1. O2 featuring AI
作詞：MOMO"mocha"N.　作曲：SKYBEATS/JOVEEK MURPHY/DAISUKE SHIKATA
  - 關西電視台、富士電視台節目《グータンヌーボ》主題曲
2. STARLIGHT
作詞：福原美穂　作曲：Jimmy Harry/JC Chasez
  - 電影《鬼神傳》主題曲
3. NO PARKING
作詞：福原美穂/Mavie　作曲：A Watkins/P Wilson/T Ackerman
4. Virtual Insanity 
作詞：Jason Kay/Wallis Buchanan/Simon Katz/Derric　作曲：Jason Kay/Wallis Buchanan/Simon Katz/Derric
  - 翻唱自Jamiroquai cover
5. LATELY
作詞：Stevie Wonder　作曲：Stevie Wonder
  - 翻唱自Stevie Wonder

### CD Disc 2（Live in Music vol.1／2010.12.22）
1. LOSE CONTROL
2. CHANGE
3. Regrets of Love
4. FORGET
5. 雪の光

## 資料來源
- 福原美穗日本官網Discography（页面存档备份，存于）
- J-lyric.net

1. ↑  . Oricon. 2011-05-11  [2012-09-22]. （原始内容存档于2012-10-09）.